# Барабаш, Александр Степанович
Александр Степанович Барабаш (род. 3 сентября 1952) — советский и российский учёный в области ядерной физики и физики элементарных частиц, доктор физико-математических наук.
Окончил МИФИ (1975). В 1983 году защитил кандидатскую диссертацию.
С апреля 1975 по декабрь 1985 г. — в Институте ядерных исследований: инженер, с 1976 года — младший научный сотрудник.
С января 1986 года работает в Институте теоретической и экспериментальной физики: младший научный сотрудник, старший научный сотрудник (1989), ведущий научный сотрудник (1991), зав. лабораторией (с 1997).
В настоящее время — начальник лаборатории ФГБУ «Государственный научный центр Российский Федерации — Институт теоретической и экспериментальной физики» (Москва).
Доктор физико-математических наук (1999, тема диссертации «2 β-процессы в атомных ядрах»).
Научные достижения:
- руководитель и участник создания новых типов жидкостных ионизационных детекторов для применения в ядерной физике, физике элементарных частиц и медицине;
- автор методики поиска темной материи с помощью двухфазного жидкостного детектора. В результате достигнута повышенная чувствительность к наличию тёмной материи в нашей Галактике.
- Впервые зарегистрировал процесс двойного бета-распада на возбужденное состояния дочернего ядра.

Соавтор книги:
- Жидкостные ионизационные детекторы / А. С. Барабаш, А. И. Болоздыня. - М. : Энергоатомиздат, 1993. - 239 с.

Изобретатель (9 авторских свидетельств).
В электронной библиотеке eLIBRARY.ru имеет 240 публикаций, индекс Хирша 32